# Барда, Эльянив
Эльянив Барда (ивр. אליניב ברדה‎; род. 15 декабря 1981, Беэр-Шева) — израильский футболист и тренер, нападающий. Выступал за сборную Израиля.

## Биография

### Клубная карьера
Профессиональную карьеру начал в клубе «Хапоэль» (Беэр-Шева) из второй израильской лиги. В 2001 году выиграл с клубом второй дивизион и следующие два сезона выступал за команду в высшей лиге, сыграл 36 матчей и забил 4 гола. Также выступал за другие клубы высшей лиги «Маккаби» (Хайфа) и «Хапоэль» (Тель-Авив). В 2007 году перешёл в бельгийский «Генк», где выступал на протяжении 6 лет. За время выступлений за «Генк» провёл 165 матчей и забил 57 голов, дважды попав в число лучших бомбардиров лиги, а в сезоне 2010/2011 выиграл бельгийский чемпионат. В 2013 году вернулся в «Хапоэль» из Беэр-Шевы, где и завершил карьеру спустя несколько лет. Последний матч провёл 21 мая 2018 года в матче последнего тура чемпионата Израиля против «Маккаби» (Нетания) (6:1), в котором вышел на замену в добавленное время.

### Карьера в сборной
За основную сборную Израиля дебютировал в 2007 году. Первый гол за сборную забил 17 ноября 2007 года, открыв счёт в матче отборочного раунда Евро-2008 против сборной России. Матч закончился победой сборной Израиля (2:1) и мог вывести в финальный турнир сборную Англии, однако в последнем туре Англия уступила Хорватии (2:3), а в финальную стадию вышла Россия.
9 сентября 2009 года отметился хет-триком в матче со Сборной Люксембурга (7:0).

## Семья
Младший брат Янон (р. 1984) также стал футболистом.

## Достижения

### Командные
«Маккаби» Хайфа
- Чемпион Израиля (2): 2003/2004, 2004/2005
- Обладатель Кубка Тото: 2002/2003

«Хапоэль» Тель-Авив
- Обладатель Кубка Израиля (2): 2005/2006, 2006/2007

«Генк»
- Чемпион Бельгии: 2010/2011
- Обладатель Кубка Бельгии (2): 2008/2009, 2012/2013
- Обладатель Суперкубка Бельгии: 2011

«Хапоэль» Беэр-Шева
- Чемпион Израиля (3): 2015/2016, 2016/2017, 2017/2018
- Обладатель Кубка Тото: 2016/2017
- Обладатель Суперкубка Израиля: 2017

### Личные
- Футболист года в Израиле: 2016